# 国循官製談合事件
国循官製談合事件（こくじゅんかんせいだんごうじけん）は、国立循環器病研究センター （国循）の情報システム保守・運用業務の入札に関し、国循の元情報統括部長が、入札談合等関与行為の排除及び防止並びに職員による入札等の公正を害すべき行為の処罰に関する法律（いわゆる官製談合防止法）違反の容疑で逮捕・起訴された事件である。

## 概要
2014年2月、大阪地方検察庁特別捜査部（以下、特捜部）は、国循および株式会社ダンテックに対して家宅捜索を行った。被疑事実は、2011年3月に実施された2012年度国循情報システム保守・運用業務の入札において、国循職員からダンテックに対して入札情報の漏洩があったこととされた。
2014年11月、約10ヶ月の取り調べの結果、特捜部は国循の元情報統括部長とダンテックの代表取締役社長と職員1名の計3名を逮捕した。
国循元部長とダンテック社長は被疑事実を否認していたが、2014年12月に特捜部は2名を起訴した。逮捕時、贈収賄の有無についても取り調べをおこなっているとの報道がなされたが、情報統括部長は金品の授受を否定、最終的に贈収賄事件としての立件は見送られた。
2014年12月の内に、両名とも保釈が認められた。
2016年4月26日に大阪地方裁判所にて初公判が行われ、2017年12月21日に結審した。2018年3月16日に判決公判で国循元部長は官製談合防止法違反罪などで懲役2年執行猶予4年、公契約関係競売入札妨害罪及び後述の汚職事件での贈賄罪に問われたダンテック元社長は懲役2年6カ月執行猶予4年の有罪判決をそれぞれ言い渡された。
2019年7月30日、大阪高等裁判所は、「発注者の利益にかなう側面もあった」として、国循元部長の1審大阪地裁判決を破棄し、懲役1年、執行猶予3年を言い渡した。ダンテック元社長については控訴を棄却した。

## 関連事件
大阪地検特捜部が本事件の捜査で押収した資料を分析したところ、徳島大学病院の医療情報システム関連の契約に絡み、ダンテックと徳島大病院院関係者が癒着していた疑惑が浮上した。特捜部は12月11日、収賄容疑で元徳島大病院情報センター部長を逮捕し、贈賄容疑でダンテック元代表取締役社長を再逮捕した。
徳島大病院の医療情報システム関連の契約で、ダンテック側に便宜を図る見返りに、ダンテック代表取締役社長から8回に渡り計約304万円を受け取ったとされる。
2015年11月9日、大阪地方裁判所は元徳島大学病院部長に対し懲役2年6月執行猶予4年追徴金約304万円の有罪判決を言い渡した。